# Maria Lovisa av Parma

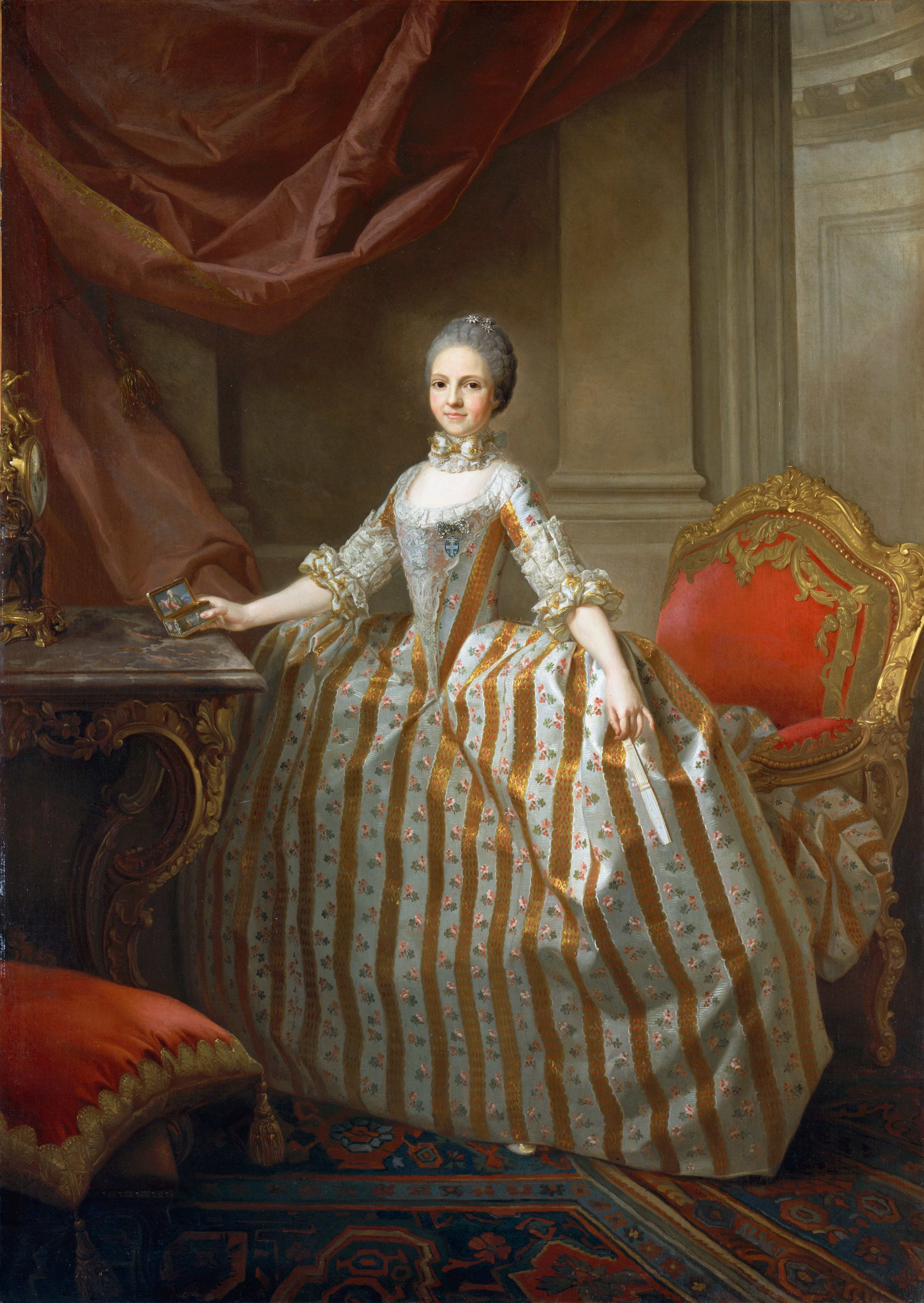
Maria Lovisa av Parma som kronprinsessa, Laurent Pécheux, 1765.

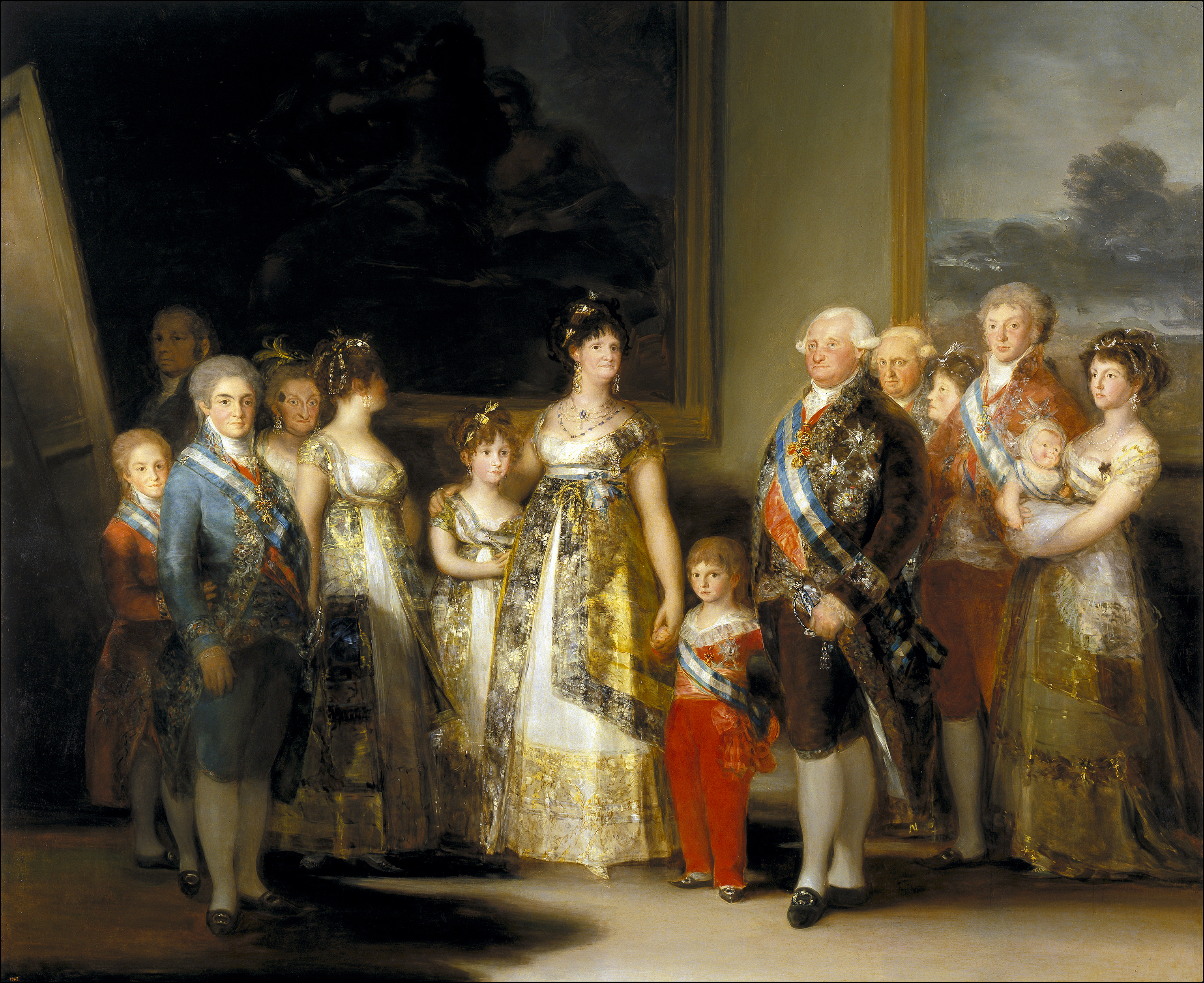
Karl IV:s familj av Francisco de Goya.
Maria Luisa av Parma syns i bildens mitt.

Maria Lovisa av Parma (sp. 'Maria Luisa'), född 9 december 1751 i Parma, död 2 januari 1819 i Barberinipalatset i Rom, var drottning av Spanien, gift med kung Karl IV av Spanien. Hon var dotter till hertig Filip av Parma, och Louise-Élisabeth av Frankrike och dotterdotter till kung Ludvig XV av Frankrike.

## Tidigt liv
Maria Luisa fick en för prinsessor ovanligt fri uppfostran i Parma. Hennes mor planerade ursprungligen ett äktenskap mellan henne och hennes kusin, den franske tronarvingen hertig Louis av Burgund, men hertigen av Burgund avled 1761. Hon förlovades 1762 med sin kusin, Spaniens tronföljare Karl, prinsen av Asturien. År 1763, sedan hennes syster Isabella avlidit, mottog hon förfrågningar om äktenskap mellan henne och hennes före detta svåger, kejsar Josef II, men förslaget avvisades och hennes trolovning stod fast. 

## Kronprinsessa
Vigseln ägde rum den 4 september 1765 i palatset La Granja i Spanien. Då Spanien vid denna tid saknade drottning, fungerade hon som hovets första dam redan från sin ankomst till Spanien, trots att det dröjde tjugotre år innan hon fick titeln drottning. Hennes svärfar och farbror, Karl III, bedömde henne som lättsinnig och försökte under sin regeringstid förgäves övervaka hennes uppförande och begränsa hennes personliga frihet.     
Maria Luisa beskrivs som intelligent, ambitiös och dominant, men också som aggressiv och brutal. Hon dominerade tidigt den passive Karl, som främst intresserade sig för jakt och mekanik. Hon beskrevs vid tiden för sitt giftermål som söt, men hennes många barnfödslar förstörde tidigt hennes utseende, bland annat tappade hon sina tänder och fick bära löständer, och hon har därför ofta beskrivits som ful. Hon blev dock känd för sin elegans i kläder och smycken. Som kronprinsessa hölls hon liksom sin make utanför politiken av sin svärfar, men i egenskap av tronföljare var hennes make en politisk faktor som blev föremål för partibildning vid hovet, och eftersom det var hon som i praktiken kontrollerade Karl, var det också i realiteten kring henne oppositionen samlades.

## Drottning
År 1788 blev hon slutligen drottning genom sin makes tronbestigning. Maria Luisa, som redan sedan unga år visat sig vara intelligent och ambitiös, kom helt att dominera regeringen den passive Karl, men hon i sin tur kom att domineras av sin gunstling Manuel Godoy, som blev den verkliga makthavaren under hennes makes regeringstid och som från 1792 fungerade som premiärminister. Godoy är omtalad som hennes älskare och har utpekats som fadern till flera av hennes barn. Han blev medlem av livvakten 1784, och steg mycket snabbt genom flera grader så snart Karl och därmed Maria Lovisa fått makten 1788. Minister Floridablanca anklagade 1791 öppet Godoy för att vara Maria Lovisas älskare, men affären slutade med att Floridablanca fick gå. Maria Lovisa ryktades även ha andra älskare, så som hennes hovman Mallo, medan Godoy från 1800 hade ytterligare en älskarinna. Karl IV däremot framställde sig som komplett ovetande om alla rykten om Maria Lovisa och Godoy.  
Under sin tid som drottning grundade Maria Lovisa år 1792 en orden enbart för kvinnor, något som då var nytt i Spanien. Hon hade en omtalad rivalitet med hertiginnan av Osuna och med hertiginnan av Alba, och vid Albas död 1802 förekom det rykten om att Maria Lovisa hade förgiftat henne. 1802 gifte sig hennes son tronföljaren med Maria Antonia av Sicilien och Neapel. Hon och hennes svärdotter hade en mycket dålig reaktion, och då Maria Antonia avled 1806 ryktades Maria Lovisa ha förgiftat henne. Maria Lovisa var mycket impopulär och blev vid ett tillfälle attackerad av en mobb och endast med svårighet skyddad av sina livvakter.

## Senare liv
Under 1808 växte missnöjet i Spanien på grund av ryktet om Maria Lovisas förhållande med Godoy och Godoys fördrag med Napoleon som tillät franska trupper stationerade i landet. Den 19 mars 1808 tvingades Karl IV abdikera till förmån för hennes son Ferdinand VII efter en revolt i Aranjuez. I april samma år följde Maria Lovisa tillsammans med Godoy Karl till Bayonne i Frankrike för att be Napoleon I om hjälp med att återfå tronen från sonen. Även sonen Ferdinand kallades samtidigt dit. Mötet slutade med att Napoleon tvingade både Karl och Ferdinand att abdikera och avsäga sin alla anspråk på tronen, förklara den spanska Bourbon-dynastin avsatt och installera sin bror Josef Bonaparte på den spanska tronen. 
Maria Lovisa, hennes make och Godoy hölls därefter som fångar i Frankrike. Senare samma år tilläts de flytta till Marseille, där de levde under fyra år. 1812 bosatte de sig under påvens beskydd i Barberini-palatset i Rom. Efter Napoleons fall 1814 återinstallerades hennes son Ferdinand VII på tronen, men han förbjöd både sina föräldrar och Godoy att återvända till Spanien. Under Napoleons tillfälliga återkomst till makten 1815 återvände de till Frankrike, men bosatte sig återigen i Rom efter hans slutgiltiga fall. Maria Lovisa avled i lunginflammation.

## Eftermäle
Maria Lovisa är känd som en av Goyas mest avbildade tavelmodeller.

## Barn
1. Charlotta Joakima av Spanien (1775-1830), gift med Johan VI av Portugal
2. Maria Luisa (1777-1782)
3. Maria Amelia (1779-1798), gift med sin farbror Antonio av Spanien
4. Maria Luisa (1782-1824), gift med sin kusin Ludvig, konung av Etrurien
5. Felipe Fransisco de Paula (1783-1784)
6. Ferdinand VII av Spanien (1784-1833)
7. Don Carlos, hertig av Molina (1788-1855) gift med 1) Maria Fransisca av Portugal, 2) Maria Teresa av Portugal
8. Maria Isabel (1789-1848), gift med 1) Frans I av Bägge Sicilierna, 2) Francesco del Balzo
9. Francisco de Paula, hertig av Cadiz (1794-1865), gift med 1) Luisa av Bägge Sicilierna, 2) morganatiskt dona Teresa Arredondo
10. ytterligare åtta barn, som dog i späd ålder